# Rheiderland
Rheiderland er et historisk område i det nordlige Tyskland og Holland mellem floden Ems og havbugten Dollart. Den tyske del af Rheiderland ligger i Østfrisland, vest for Ems. Den hollandske del, Reiderland, ligger i provinsen Groningen.

## Geografi
Ligesom de øvrige dele af Østfrisland er Rheiderland meget lavtliggende. Området består hovedsageligt af marskland og ligger delvis under havets overflade.

## Historie
Rheiderland er ligesom Overledingerland, Moormerland og Lengenerland et af de fire historiske områder i denne del af Østfrisland (Landkreis Leer).
Rheiderland blev tidligt en del af frisernes rige. I midten af 1300-tallet førte stormfloder til store oversvømmelser og forandringer af Dollart. I 1400-tallet kom området først under forskellige østfrisiske høvdingers styre og derefter under familien Cirksenas herredømme. Frem til 1600 betragtedes Rheiderland som et selvstændigt land under den østfrisiske greves herredømme, men blev derefter en del af Østfrisland.
Under Napoleonkrigen tilhørte området først Kongeriget Holland og derefter Frankrig. Efter Napoleon 1.s nederlag blev området først en del af kongeriget Hannover og derefter blev det preussisk.
Efter anden verdenskrig gjorde Holland krav på Rheiderland, men dette blev afvist af sejrsmagterne.
Rheiderland består i dag af kommunerne Bunde, Jemgum og Weener i distriktet Leer samt en del af byen Leer.